# Xã Manistique, Michigan
Xã Manistique (tiếng Anh: Manistique Township) là một xã thuộc quận Schoolcraft, tiểu bang Michigan, Hoa Kỳ. Năm 2010, dân số của xã này là 1.095 người.